# Andrzej Gabryszewski
Andrzej Waldemar Gabryszewski (ur. 1 września 1940 w Toruniu) – polski polityk, matematyk, poseł na Sejm X kadencji (1989–1991).

## Życiorys
Ukończył w 1969 studia na Wydziale Matematycznym Uniwersytetu im. Adama Mickiewicza w Poznaniu. W latach 1962–1982 pracował kolejno jako nauczyciel matematyki w Zasadniczej Szkole Zawodowej w Żninie, ekonomista i informatyk w zakładach w Nowej Soli i Zielonej Górze. Od 1966 do 1981 działał w Stronnictwie Demokratycznym. W 1980 wstąpił do Niezależnego Samorządnego Związku Zawodowego „Solidarność”. W 1982 został zwolniony z pracy za działalność opozycyjną, prowadził własną firmę, następnie zatrudnił się w Branżowym Ośrodku Elektronicznej Techniki Obliczeniowej Budownictwa.
W 1989 został posłem na Sejm X kadencji z okręgu żarskiego z poparciem Komitetu Obywatelskiego. W Sejmie należał do Obywatelskiego Klubu Parlamentarnego, działał następnie w Partii Chrześcijańskich Demokratów i Porozumieniu Polskich Chrześcijańskich Demokratów.
W latach 90. kierował Urzędem Rejonowym w Nowej Soli. Od 1998 do 2006 sprawował mandat radnego powiatu nowosolskiego, w latach 1998–2002 pełnił funkcję starosty. W 2005 przeszedł na emeryturę.
Należy do „Wspólnoty Polskiej”, do 2004 przewodniczył zielonogórskiemu oddziałowi stowarzyszenia.

## Odznaczenia
- Krzyż Kawalerski Orderu Odrodzenia Polski (2018)[1]
- Krzyż Wolności i Solidarności (2018)[2]
- Złoty Krzyż Zasługi (2013)[3]
- Nagroda Polcul Foundation (1988)[4]